# Kreidemanier

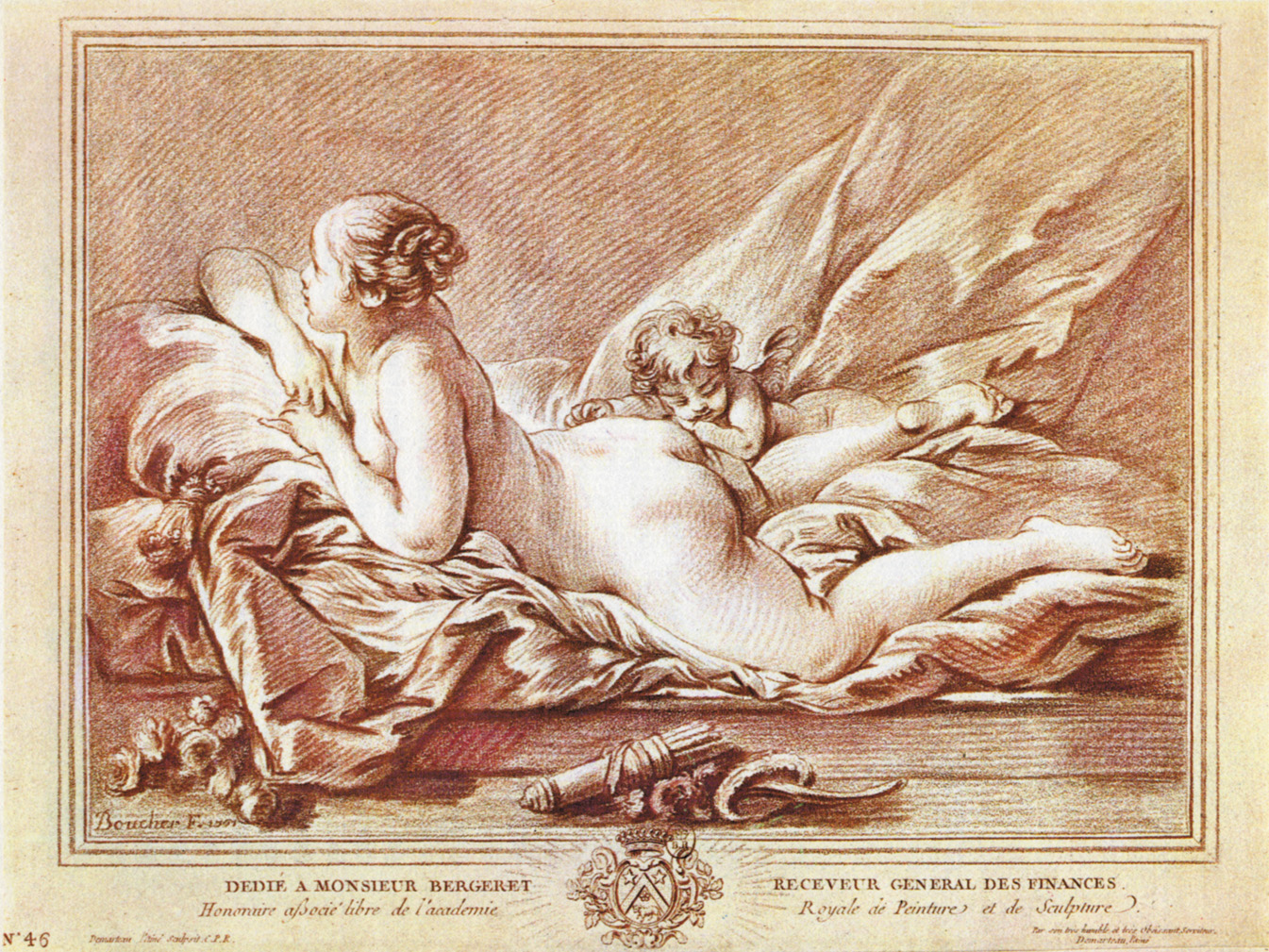
Gilles Demarteau: Akt, Radierung in Kreidemanier nach François Boucher. Zweite Hälfte des 18. Jahrhunderts.

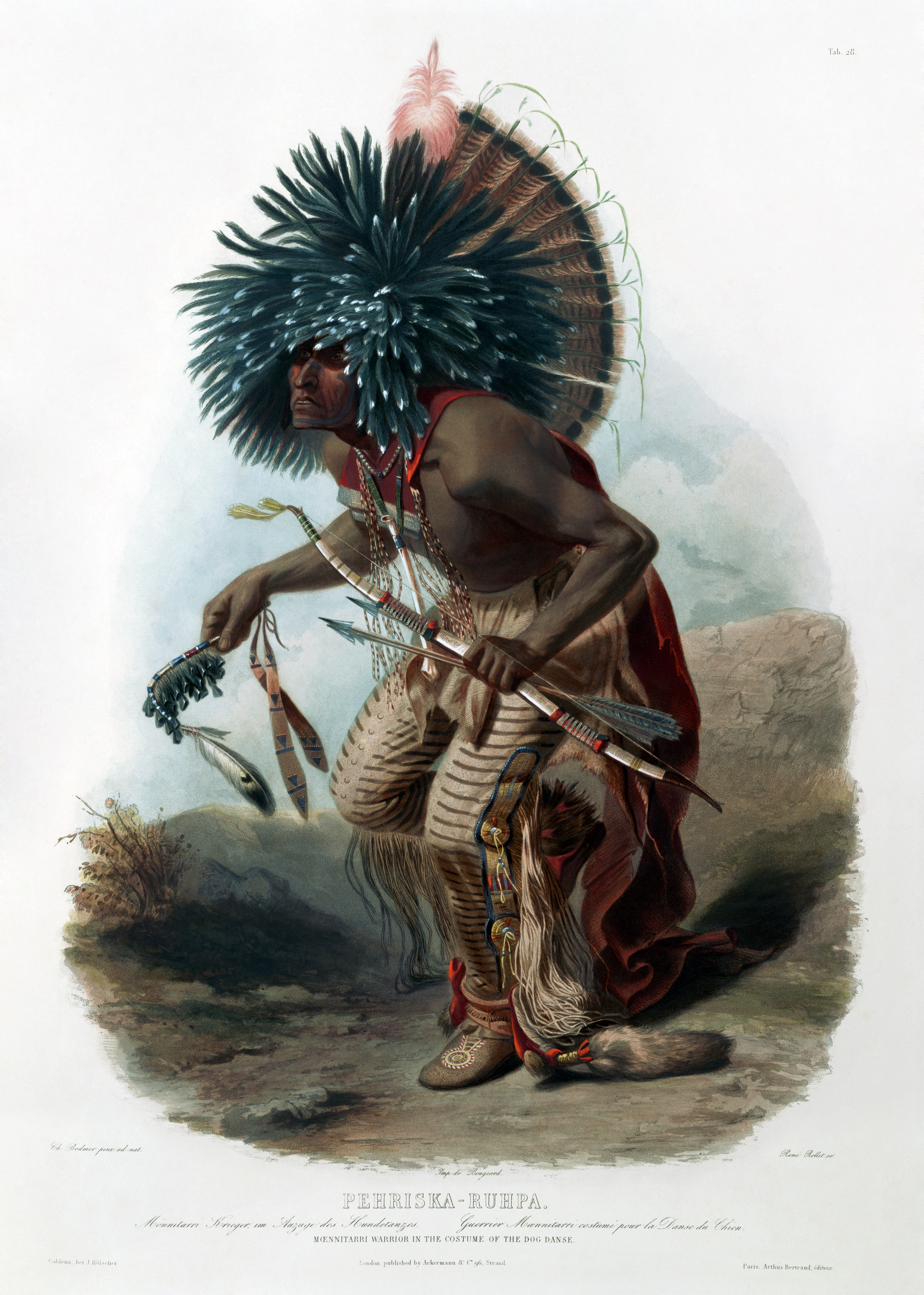
Pehriska-Ruhpa Mönnitarri Krieger im Anzuge des Hundetanzes,
Radierung von Louis René Lucien Rollet gegen 1840
nach einer Aquarellvorlage von Karl Bodmer, zwischen 1832 und 1834

Die Kreidemanier, auch Crayonmanier, Krayonstich, Kreidetechnik oder Pastellstich genannt, ist ein  grafisches Tiefdruckverfahren.
Eines der frühesten erhaltenen Bilder in dieser Technik stammt von Jean-Charles François um 1750, der als der Erfinder dieser Technik gilt. Es handelt sich bei dieser Technik um eine spezielle Ausdrucksform der grafischen Kunst des Rokokos. Gilles Demarteau und Louis-Marin Bonnet nutzten diese Technik ebenfalls bereits in der Mitte des 18. Jahrhunderts.
Die Druckplatte wird ähnlich wie bei der Radierung mit einem Ätzgrund überzogen. Mit einem Hämmerchen, dessen Oberfläche mit punktförmigen Erhebungen versehen ist, einer so genannten Moulette, werden die Linien der Zeichnung überklopft, so dass die Summe der kleinen Punkte, welche die Platte freilegen den Eindruck eines Kreidestrichs hervorrufen. Weitere Werkzeuge sind das Mattoir und die Roulette, die ebenfalls punktförmige Vertiefungen erzeugen.
Abzüge, die mit dieser Technik hergestellt wurden, sind leicht mit Kreidelithographien zu verwechseln. Im Gegensatz dazu zeigen mit der Kreidemanier hergestellte Grafiken jedoch den für den Tiefdruck typischen Plattenrand.
Die Technik wurde zu Beginn des 19. Jahrhunderts ausgefeilt und für Illustrationen verwendet.